# Lydacan Castle

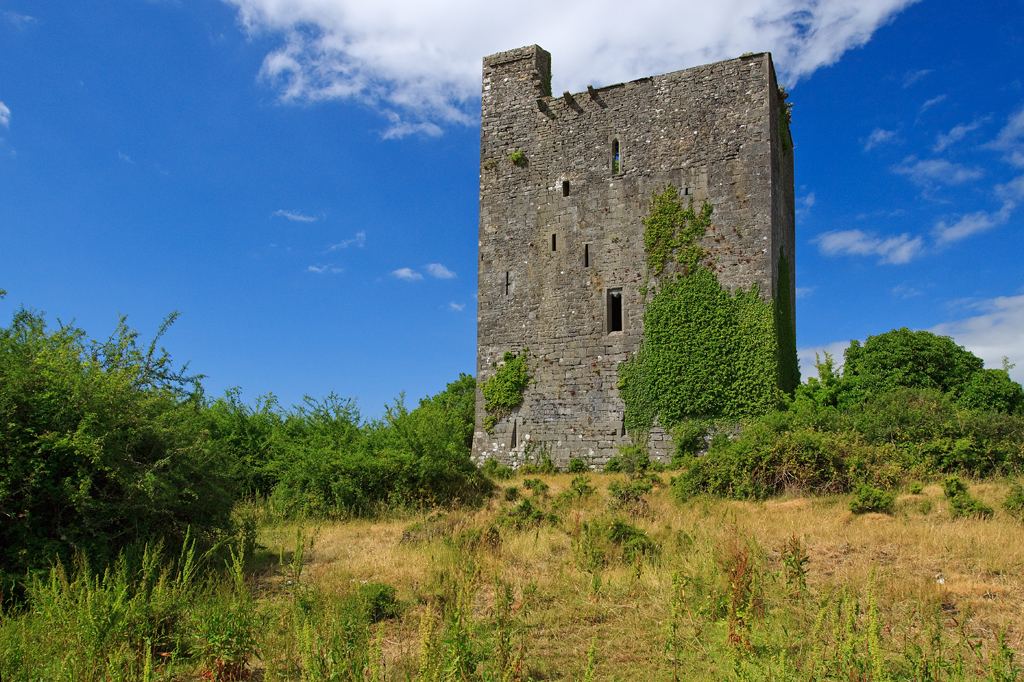
Lydacan Castle

Lydacan Castle (auch Lydican Castle) liegt etwa acht Kilometer nördlich von Gort im County Galway in Irland. Lydacan war ein Turmhaus des 16. Jahrhunderts des O’Heynes Clans. Owen O’Heyne, „der Zahnlose“ (Eoghan Mantach - gest. 1588) errichtete Lydacan. Die O’Heynes errichteten auch die Castles von Ardrahan und Dunguaire 1520. Die Klostergründung von Kilmacduagh ist ein weiterer Hinweis auf den Einfluss der Familie.
Die Ländereien der O’Heynes wurde im späten 17. Jahrhundert von Hugh O’Heynes „the Yellow“ (Aodh Buidhe) der englischen Krone übergeben und die Lynches erwarben den Besitz und ließen sich dort nieder. Lydacan war in den 1770er Jahren das Wohnhaus der Familie. Es wurde Mitte des 19. Jahrhunderts von Martin O’Flaherty gekauft und später von James O’Flaherty verkauft. Es brannte 1922 nieder und ist nur als Ruine erhalten.
Lydacan Castle hat in der Westwand ein (mit einem Squeeze gate blockiertes) Türportal das auf der Außenseite rundbogig und auf der Innenseite ähnliche wie Newtown Castle spitzbogig gestaltet ist. Auf allen vier 17 m hohen Außenmauern liegen einige Konsolen mit Pechnasen. Ein kleines Türmchen liegt an der Südwestecke.
Links der Tür ist eine kleine Wachstube und rechts führt ein kurzer Gang zu einer Wendeltreppe, die zum Dach führt. Der Raum hinter der Tür ist vom ersten Stock aus über ein Mordloch zugänglich. Es gibt auch ein Mordloch über der Lobby im Erdgeschoss. Es ist ein großer rechteckiger Raum, der durch einen Spalt in der Südwand erhellt wird. Ein gleicher Schlitz in der gegenüberliegenden Wand ist teilweise blockiert und ein Kamin liegt daneben in der Wand. Es gibt keinen Schornstein, der Rauch tritt über den Resten des Schlitzes aus. Das Castle wird hauptsächlich durch eine Vielzahl schaler langer Lichtöffnungen beleuchtet. Es gibt ein Rautengeflecht im Gewölbe und weitere Gewölbe über dem zweiten und dritten Stock.
Im Townland Lydacan (irisch An Laighdeacán) befindet sich direkt nördlich der Straße nach Kinvarra, ein Bullaun dieses Namens und ein Cillin. Ein Townland gleichen Namens liegt zwischen Oranmore und Claregalway.